# Chloroclystis leighi
Chloroclystis leighi là một loài bướm đêm trong họ Geometridae.